# 特里斯坦和弦
特里斯坦和弦（英語：Tristan chord）是由F、B、D♯、G♯四个音组成的和弦，属于半减七和弦的一种，最低音与其他音的音程分别为增四度、增六度、增九度，因在瓦格纳歌剧《特里斯坦和伊索尔德》的特里斯坦动机中使用而得名。
特里斯坦和弦的调性不清晰，学术界对此有多种诠释。这个和弦可被看作异名同音的降G大调或降E小调当中的F-A♭-C♭-E♭，亦可看作E大调的属七和弦B-D♯-F♯-A中第五音降半音后变为B-D♯-F-A。功能和声的观点则认为是法国增六和弦（F-A-B-D♯），G♯作为一个倚音解决到A。  
特里斯坦和弦引发了所谓的“调性危机”，后来此和弦的重要性逐渐被人认识，被德彪西、布里顿、斯克里亚宾等诸多作曲家引用。